# 董嬌饒
《董嬌饒》是東漢詩人宋子侯的唯一一首今存诗，最早见于《玉台新咏》，是较早的文人五言诗之一，对曹植等人的创作有一定影响。